# Biq‘at Bet Netofa
Biq‘at Bet Netofa (hebreiska: בקעת בית נטופה, Bik’at Bet Netofa) är en dal i Israel.   Den ligger i distriktet Norra distriktet, i den norra delen av landet. Arean är 46 kvadratkilometer.